# Kostopil
Kostopil (em ucraniano:  Косто́піль, em polonês/polaco:  Kostopol) é uma cidade da Ucrânia, situada no Oblast de Rivne. Tem 63,73 km² de área e sua população em 2020 foi estimada em 31.215 habitantes.